# Berardo Dujovne
Berardo Dujovne (Buenos Aires, 3 de noviembre de 1937) es un arquitecto argentino.
Hijo de Israel Dujovne. Estudió arquitectura y se graduó en la Facultad de Arquitectura, Diseño y Urbanismo de la Universidad de Buenos Aires.
En 1962 junto a la Arq. Silvia Hirsch diseñaron y dirigieron la construcción de edificios y proyectos de vivienda social en Buenos Aires y en la Patagonia. Dos años después, este dúo entró en el estudio Arquitectos Dujovne-Hirsch y Asociados en 1964, cuando la oficina contaba ya con tres décadas de antigüedad (fue fundada en los Años 1930 por el Ing. Israel Dujovne y que más tarde se uniría el Ing. Gregorio Faigón). Los cuatro profesionales compartieron el trabajo del estudio hasta la muerte de Israel Dujovne en 1975 y la disolución de la empresa en 1981 con Faigón.
Fue director de la revista Contextos, editada por la Facultad de Arquitectura, Diseño y Urbanismo (Universidad de Buenos Aires). La revista Contextos apareció por primera vez durante 1999 y, luego de una interrupción, retomó su periodicidad, para reflejar la actividad de esta entidad académica.

## Exhibiciones
- Bienal de arquitectura de Venecia, (Venecia, Italia, 2004).
- Arquitectos Dujovne Hirsch y Asociados. Museo Nacional de Bellas Artes (Santa Fe, Argentina, 2000).
- Arquitectura en Buenos Aires. Universita di Firenze. Facolta di Architettura (Firenze, Italia, 2000).
- Reciclajes en Buenos Aires. Universita  degli Studi di Regio Calabria. Facolta di Architettura  (Reggio Calabria, Italia, 2000).
- Arquitectos Dujovne Hirsch y Asociados en el Museo Nacional de Bellas Artes. (Buenos Aires, Argentina, 1999).
- Reciclajes en Buenos Aires. Universita  Roma La Sapienza . Facolta di Architettura  (Roma, Italia, 1999).
- Inventando Un Paisaje Cultural. Museo Nacional de Bellas Artes (Buenos Aires, Argentina, 1992).
- IV Bienal de Venecia. Jorge Luis Borges and the Cabala (Venecia, Italia, 1992).
- Exposición “Inventing a Cultural Landscape”  (Chicago, Estados Unidos, 1992).
- Exhibición de dibujos de arquitectos argentinos en Milán (Milán, Italia, 1996).
- Exposición organizada por el American Institute of Architects. Tulane University  (Nueva Orleans, Estados Unidos, 1985).
- Bienales de arquitectura de Buenos Aires (Buenos Aires, Argentina).

## Universidad de Buenos Aires
| Predecesor: Guillermo Jaim Etcheverry | Rector de la UBA 2006 | Sucesor: Alfredo Buzzi |

## Facultad de Arquitectura, Diseño y Urbanismo (UBA)
| Predecesor: - | Decano de la Facultad de Arquitectura, Diseño y Urbanismo (UBA) 1984 | Sucesor: Juan Manuel Borthagaray |

| Predecesor: Carmen Córdova | Decano de la Facultad de Arquitectura, Diseño y Urbanismo (UBA) 1996-1998 | Sucesor: 'Berardo Dujovne' |

| Predecesor: 'Berardo Dujovne' | Decano de la Facultad de Arquitectura, Diseño y Urbanismo (UBA) 1998-2002 | Sucesor: 'Berardo Dujovne' |

| Predecesor: 'Berardo Dujovne' | Decano de la Facultad de Arquitectura, Diseño y Urbanismo (UBA) 2002-2006 | Sucesor: Jaime Sorín |

## Premios
En 8 de abril de 2025 la Legislatura de la Ciudad Autónoma de Buenos Aires lo distinguió como Personalidad Destacada de la Ciudad Autónoma de Buenos Aires en el ámbito de la Cultura.